# Челик, Батухан
Батухан Челик (тур. Batuhan Çelik; род. 12 января 2005) — турецкий футболист, нападающий клуба «Истанбул Башакшехир».

## Клубная карьера
Челик — воспитанник клуба «Истанбул Башакшехир». 15 марта 2023 года в поединке Лиги конференций против бельгийского «Гента» Батухан дебютировал за основной состав. 24 апреля в матче против «Гиресунспора» он дебютировал в турецкой Суперлиге. 